# ريناتو كامبوس
ريناتو كامبوس (5 سبتمبر 1980 بأنغولا - ) هو لاعب كرة قدم أنغولي في مركز الدفاع. شارك مع منتخب أنغولا لكرة القدم. أما مع النوادي، فقد لعب مع بترو إتليتيكو وأتلتيكو سبورت أفياتسو.

## وصلات خارجية
- ريناتو كامبوس على موقع ناشيونال فوتبول تيمز (الإنجليزية)